# Playa de Gandía
La playa de Gandía es una playa que corresponde al municipio de Gandía (Valencia) España. Sus arenas están orientadas hacia el Levante en una extensión aproximada de siete kilómetros. Por el norte la arena se extiende hacia las playas pertenecientes a los municipios de Jeresa y Jaraco, estando limitada por el sur por los muelles del puerto deportivo del Club Náutico y el puerto comercial.
La playa de Gandía cuenta en su Playa Norte con un paseo marítimo por excelencia, paseo marítimo Neptuno, que alberga alrededor de su largo paseo diferentes bares, restaurantes y zonas de ocio. Por último, al norte de la playa se encuentra la Playa de la Auhir, famosa por su denso cordón dunar y su playa virgen de alto valor Natural.

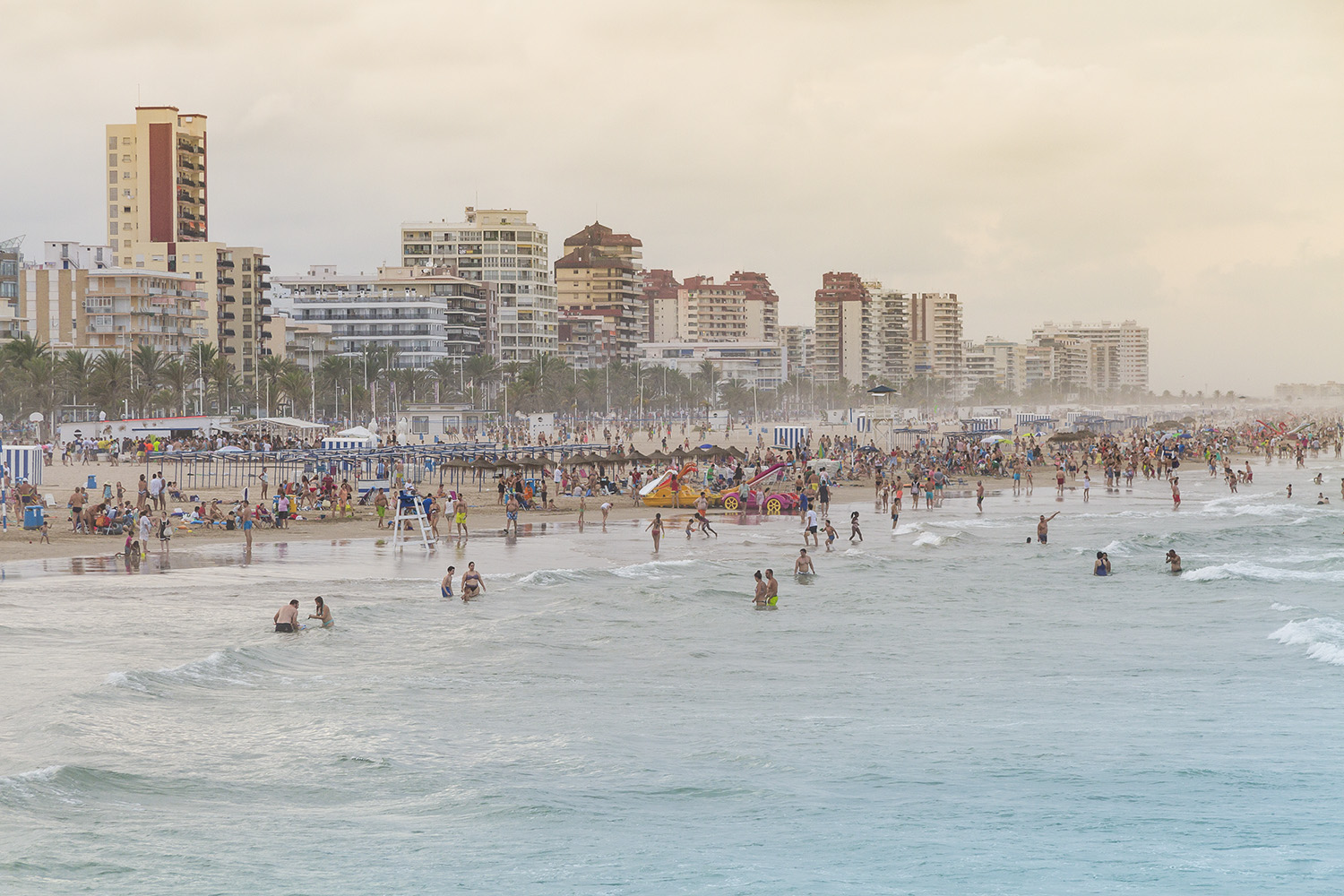
Playa de Gandía

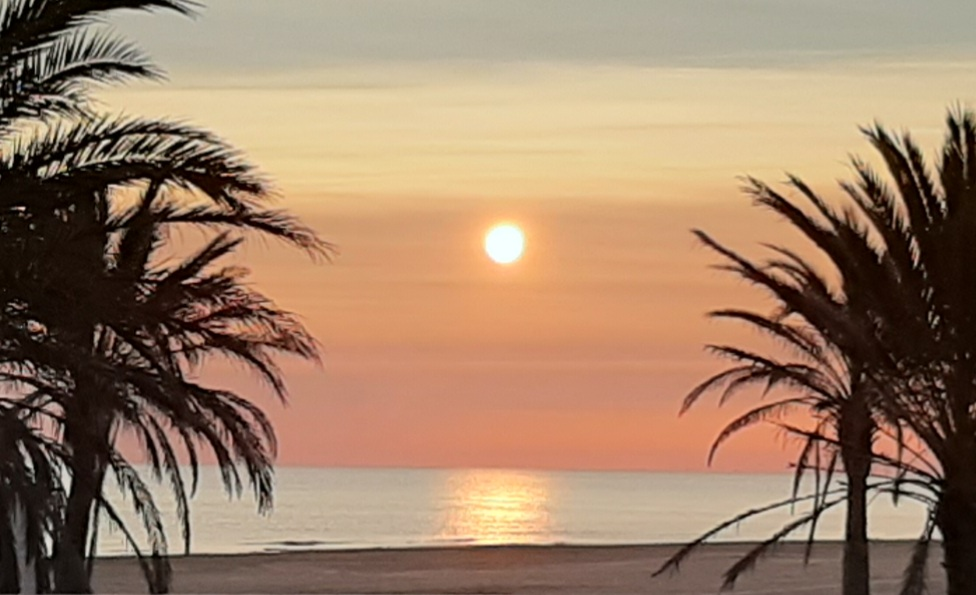
Playa de Gandia en otoño

## Historia
Hasta los años cincuenta del siglo XX, la playa de Gandía apenas contaba con zonas urbanizadas, salvo en la zona más cercana al puerto, siendo el límite entre el mar y una extensa zona natural llamada marjal, o humedales, con dunas costeras y grandes zonas arenosas.
El primer hotel que se construyó destacaba en la lejanía. Este hotel fue llamado Hotel Bayren, en referencia al castillo de origen musulmán que destaca en un cerro próximo, en donde existió la antigua medina de Al-Bayren.
Fue en la década de los sesenta cuando la playa de Gandía sufrió un proceso de rápida urbanización, con la construcción de un paseo marítimo y calles paralelas a él.
Fue la demanda del turismo sobre todo nacional y concretamente de origen en Madrid lo que procuró este éxito turístico, cambiando en poco tiempo la economía de la zona.
La construcción del Club Náutico marcó otro hito en este proceso así como una zona de apartamentos, la Colonia Ducal, que consolidó un modelo de oferta turística.
Actualmente, la playa de Gandía, cuenta con galardones, banderas azules, que avalan la calidad de sus aguas y sus servicios todas las temporadas turísticas. El problema de estas temporadas es que suelen concentrarse en los meses de julio y agosto, con lo cual la mayoría de las instalaciones e infraestructuras suelen estar desaprovechadas, lo cual constituye el reto para los gobiernos locales de intentar romper esa estacionalidad, así como para los empresarios hallar nuevas ofertas turísticas basadas en lo cultural y deportivo que impliquen a la ciudad, ya que la playa está situada a tres kilómetros del núcleo urbano histórico. Este esfuerzo se concreta también en el gran cambio urbanístico de unir la zona urbana con la playa mediante una gran zona de paseos y jardines hasta el puerto. La ciudad de Gandía cuenta hoy en día con cerca de 75 000 habitantes.

## Clima[5]
El clima de Gandía es mediterráneo subtropical (Clasificación climática de Köppen: CSa) con unas temperaturas muy suaves durante el invierno, y unos veranos muy cálidos. La temperatura media anual es de 19-20 °C. Por la cantidad de precipitaciones que Gandía recibe al año, el clima se podría considerar como subtropical semiárido BSh, aunque por las suaves temperaturas durante el invierno forma parte del clima mediterráneo CSa. La estación más lluviosa es el otoño. Las horas de sol anuales son de aproximadamente 3000h.

## Educación[6]
La playa de Gandía al margen de ser una zona la cual persiste y sobrevive por su actividad principal que es el turismo, el cual alimenta a la hostelería, también tiene presencia de instituciones tan importantes, como es el campus de la Universidad Politécnica de Valencia, en Gandía.
Éste actúa también como factor dinamizador de la economía, ya que la presencia de esta entidad atrae a numerosas empresas y estudiantes a la zona siendo este beneficioso para su economía a largo plazo.
También cuenta con un gran número de colegios y escuelas secundarias para proveer de educación a los residentes en la playa de Gandía.

## Ocio[8]
La Playa de Gandía cuenta con una oferta de ocio variada y que no solo responde al estereotipo de sol y playa. En primer lugar, sus más de tres kilómetros de fina arena con una media de cien metros de anchura la convierten en un playa multidisciplinar que permite disfrutar no solo del baño sino practicar distintos deportes tanto acuáticos como sobre la arena (voleibol, fútbol, etc).
El casco urbano de la playa está dotado de una ingente de cantidad de restaurantes, bares, heladerías y cafeterías, destacando sobre todo el bonito paseo marítimo que recorre la playa de extremo a extremo. Además, cuenta con numerosos hoteles para el hospedaje de sus visitantes. En los restaurantes tanto de la playa como de las localidades aledañas se puede degustar el plato típico de Gandía, la fideuá, nacida en el municipio y también la archiconocida paella valenciana.
La oferta turística también se extiende al ámbito cultural a través del CaixaForum, instalado en la zona varadero del puerto donde grandes y pequeños podrán disfrutar de una experiencia enriquecedora. Asimismo, las visitas al Palacio de los Borja y a la Casa de la Marquesa en Gandia son de gran interés en la ciudad de Gandía.
Otro de los puntos fuertes aunque menos conocido, es la extensa propuesta de turismo medioambiental que ofrece la playa y sus alrededores.

### Ocio nocturno
Además de ser una playa repleta de ocio por la mañana con sus chiringuitos y sus restaurantes. Gandía y su costa también es referente en cuanto a discotecas y lugares de ocio nocturno, ya que ésta cuenta con un gran número de discotecas.
Entre ellas se encuentran las más conocidas como Cocoloco, la primera discoteca en abrir sus puertas en la playa de Gandía, la discoteca Bacarra, la cual mantiene conexión con la discoteca colindante eclipse. Y por último, una de las más famosas Falkata, una discoteca caracterizada por sus grandes jardines,zonas al aire libre y multitud de salas con diferentes estilos de música para todos los públicos.

## Festividades[10]
La playa de Gandía, cuya patrona es la Virgen del Carmen. Celebra sus fiestas patronales, del 7 al 16 de julio, las cuales van acompañadas por la tradicional procesión católica de la virgen por el paseo marítimo, incluso celebrándose misas por todo el Grau de Gandía y numerosas actuaciones de música en vivo y comidas para la convivencia entre los vecinos de la zona.